# Амазасп Арцруни
Амазасп I Арцруни (VIII век — 785 год) — первый князь из рода Арцруни. являлся владетелем Васпураканского царства во времена, когда Арабский халифат ужесточил гонения на христиан. В конце VIII века Армения находилась под властью арабов. В 785 году в Армении был назначен новый арабский наместник. Получив сведения о том, что братья Арцруни готовят восстание, наместник Хамз вызвал их в свою резиденцию в Партаве. Амазасп вместе с братьями — Сааком и Меружаном — прибыли к нему. Правитель арестовал их, обвинив в попытке к восстанию, и под угрозами пыток потребовал отказаться от христианского вероучения.
Меружан Арцруни не выдержал пыток и принял ислам, после чего с почётом отпущен арабами и назначен правителем провинции Васпуракан.
Двое других братьев отказались принять ислам и арабский наместник был ужасно разгневан. Их жестоко пытали, а потом обезглавили.
Житие рассказывает, что перед казнью Амазасп сказал Сааку:
«Ты, по плоти оказавшийся мне братом, моложе меня; считавшийся меньшим при моем княжении, теперь ты станешь первым мучеником и воссядешь на первый престол, приняв мученичество первым. И, насладившись первой чашей мы возвеселимся за столом телесным пиром. Ныне ты первый испей чашу спасения Христова, и да будет прославлено имя Господа мученичеством твоим».
После казни брата Амазасп воздел руки и обратился к богу:
«Славлю Тебя, Отче Господа нашего Иисуса Христа, сподобившего нас умереть за имя Твое святое, сохранившего непоколебимую веру в Тебя и возрадовавшего нас утешительным Духом Твоим Святым, обитающим в нас. Благодаря чему мы пренебрегли преходящей и временной славой, сбросили с себя старого человека и облеклись в нового, который есть Сын Твой, пригласивший нас на небесную свадьбу».
И много еще другими словами благодарил Господа и молил его за свой народ и за церковь, после чего палач отсек ему голову.
После смерти их тела выставили на шестах, а затем сожгли, развеяв пепел по ветру, чтобы народ не мог почитать мощи этих мучеников.

## Разное
- Князья Амазасп и Саак Арцруни были причислены к лику святых Католикосом Есаией Египатрушеци сразу после смерти. Их образ был увековечен на южной стене церкви Сурб Хач острова Ахтамар трехметровым барельефом в 915 году.
- День памяти Свв. князей Саака и Амазаспа Арцруни: четверг после праздника Варагского Креста.